# اچ‌ام‌اس فوروارد (۱۹۰۴)
اچ‌ام‌اس فوروارد (۱۹۰۴) (به انگلیسی: HMS Forward (1904)) یک کشتی بود که طول آن ۳۶۵ فوت (۱۱۱ متر) بود. این کشتی در سال ۱۹۰۴ ساخته شد.